# Kalaa Sghira
Kalaa Sghira o Kalaa Seghira (àrab: القلعة الصغرى, al-Qalʿa aṣ-Ṣuḡrà) és una ciutat de Tunísia a la governació de Sussa, situada uns 5 km a l'oest de Sussa, de la qual està unida de fet. Es troba 5 km al sud de Kalaa Kebira i 3,5 km al sud-oest d'Akouda, i té a la seva rodalia l'autopista de la costa i una estació de ferrocarril. La municipalitat té 25.078 habitants. És capçalera d'una delegació amb 24.460 habitants al cens de l'any 2004.

## Economia
L'activitat estava basada en la producció d'oli, el principal producte de la regió, plena d'oliveres, però actualment ha quedar inclosa dins la ciutat de Sussa i les activitats de serveis han esdevingut majoritaries.
La fàbrica principal de rajoles d'obra del país es troba en aquesta ciutat; tot i això, no té cap zona industrial delimitada.

## Administració
És el centre de la delegació o mutamadiyya homònima, amb codi geogràfic 31 64 (ISO 3166-2:TN-12), dividida en cinc sectors o imades:
- Kalâa Seghira Est (31 65 51)
- Kalâa Seghira Hached (31 65 52)
- Kalâa Seghira Ville (31 65 53)
- En-Nagr (31 65 54)
- Oued Leya (31 65 55)

Al mateix temps, forma una municipalitat o baladiyya (codi geogràfic 31 24).